# Тімо Окс
Тімо Окс (нім. Timo Ochs, нар. 17 жовтня 1981, Геттінген) — німецький футболіст, що грав на позиції воротаря.
Виступав, зокрема, за клуби «Ганновер 96» та «Ред Булл», а також молодіжну збірну Німеччини.
Дворазовий чемпіон Австрії.

## Клубна кар'єра
Народився 17 жовтня 1981 року в місті Геттінген. Вихованець футбольної школи клубу «Ганновер 96». Дорослу футбольну кар'єру розпочав 1999 року в основній команді того ж клубу, в якій провів чотири сезони, взявши участь у 0 матчах чемпіонату. 
Згодом з 2003 по 2006 рік грав у складі команд «Оснабрюк» та «Мюнхен 1860».
Своєю грою за останню команду привернув увагу представників тренерського штабу клубу «Ред Булл», до складу якого приєднався 2006 року. Відіграв за команду із Зальцбурга наступні три сезони своєї ігрової кар'єри. Більшість часу, проведеного у складі «Ред Булла», був основним голкіпером команди.
Протягом 2009—2013 років захищав кольори клубів «Герта», «Нюрнберг», «Нюрнберг» II, «Мюнхен 1860» та «Ян» (Регенсбург).
Завершив ігрову кар'єру у команді «Саарбрюкен», за яку виступав протягом 2013—2014 років.

## Виступи за збірну
У 2004 році залучався до складу молодіжної збірної Німеччини.

## Титули і досягнення
- Чемпіон Австрії (2):

«Ред Булл»: 2006-2007, 2008-2009